# Бердянська сільська рада (Зачепилівський район)
Бердя́нська сільська́ ра́да — адміністративно-територіальна одиниця та орган місцевого самоврядування в Зачепилівському районі Харківської області. Адміністративний центр — село Бердянка.

## Загальні відомості
- Бердянська сільська рада утворена в 1923 році.
- Територія ради: 75,51 км²
- Населення ради: 1 402 особи (станом на 2001 рік)

## Населені пункти
Сільській раді були підпорядковані населені пункти:
- с. Бердянка
- с. Першотравневе
- с. Травневе
- с. Вишневе

## Склад ради
Рада складалася з 16 депутатів та голови.
- Голова ради: Дмитренко Михайло Іванович
- Секретар ради: Войтенко Євгенія В'ячеславівна

### Керівний склад попередніх скликань
| Прізвище, ім'я, по батькові | Основні відомості                                                                                 | Дата обрання | Дата звільнення |
| --------------------------- | ------------------------------------------------------------------------------------------------- | ------------ | --------------- |
| Дмитренко Михайло Іванович  | Сільський голова, 1962 року народження, освіта середня загальна, член Української Народної Партії | 26.03.2006   | 31.10.2010      |
| Дмитренко Михайло Іванович  | Сільський голова, 1962 року народження, освіта середня загальна, член Партії регіонів             | 31.10.2010   |                 |

Примітка: таблиця складена за даними сайту Верховної Ради України

### Депутати
За результатами місцевих виборів 2010 року депутатами ради стали:

#### За суб'єктами висування
| Суб'єкт висування                                       | Кількість обраних депутатів | %    |
| ------------------------------------------------------- | --------------------------- | ---- |
| Партія регіонів                                         | 10                          | 62,5 |
| Народна партія                                          | 3                           | 18,8 |
| Політична партія «Наша Україна»                         | 2                           | 12,5 |
| Політична партія Всеукраїнське об'єднання «Батьківщина» | 1                           | 6,3  |

#### За округами
| № округу                                                | Прізвище, ім'я, по батькові       | Дата визнання обраним | Освіта             | Партійна приналежність                        | Відомості про обраного депутата                              |
| ------------------------------------------------------- | --------------------------------- | --------------------- | ------------------ | --------------------------------------------- | ------------------------------------------------------------ |
| Народна Партія                                          |                                   |                       |                    |                                               |                                                              |
| 2                                                       | Згонник Вікторія Василівна        | 04.11.2010            | вища               | член Народної партії                          | ПСП ім. Фрунзе, економіст                                    |
| 3                                                       | Курусь Зоя Іванівна               | 04.11.2010            | середня спеціальна | член Народної партії                          | ПСП ім. Фрунзе, голова спостережної ради                     |
| 4                                                       | Косенко Валентина Миколаївна      | 04.11.2010            | середня спеціальна | член Народної партії                          | ПСП ім. Фрунзе, бухгалтер                                    |
| Партія регіонів                                         |                                   |                       |                    |                                               |                                                              |
| 1                                                       | Овчаренко Алла Григорівна         | 04.11.2010            | середня спеціальна | член Партії регіонів                          | ПСП ім. Фрунзе, ветлікар                                     |
| 5                                                       | Казанцева Юлія Миколаївна         | 04.11.2010            | вища               | член Партії регіонів                          | загальноосвітня школа с. Бердянка, директор                  |
| 6                                                       | Копитько Олександр Володимирович  | 04.11.2010            | вища               | член Партії регіонів                          | загальноосвітня школа с. Бердянка, приватний підприємець     |
| 8                                                       | Ткаченко Наталія Володимирівна    | 04.11.2010            | середня спеціальна | член Партії регіонів                          | Бердянська амбулаторія, фельдшер                             |
| 9                                                       | Войтенко Євгенія В'ячеславівна    | 04.11.2010            | вища               | член Партії регіонів                          | Бердянська сільська рада, секретар                           |
| 12                                                      | Білик Валентин Олександрович      | 04.11.2010            | середня            | член Партії регіонів                          | тимчасово не працює                                          |
| 13                                                      | Герман Віталій Вікторович         | 04.11.2010            | середня            | член Партії регіонів                          | Агрофірма «Вибір», механізатор                               |
| 14                                                      | Білик Ганна Петрівна              | 04.11.2010            | середня            | член Партії регіонів                          | приватний підприємець                                        |
| 15                                                      | Тома Світлана Юріївна             | 04.11.2010            | середня            | член Партії регіонів                          | Бердянська ДВЛ, санітар                                      |
| 16                                                      | Нищета Олександр Іванович         | 04.11.2010            | середня            | член Партії регіонів                          | Агрофірма «Вибір», механізатор                               |
| Політична партія Всеукраїнське об'єднання «Батьківщина» |                                   |                       |                    |                                               |                                                              |
| 11                                                      | Герасименко Сергій Валентинович   | 04.11.2010            | середня            | член Всеукраїнського об'єднання «Батьківщина» | Фірма «Вето», охоронець                                      |
| Політична партія «Наша Україна»                         |                                   |                       |                    |                                               |                                                              |
| 7                                                       | Думанецький Олександр Миколайович | 04.11.2010            | вища               | член Політичної партії «Наша Україна»         | загальноосвітня школа с. Бердянка, оператор газових котелень |
| 10                                                      | Собко Ольга Вікторівна            | 04.11.2010            | середня спеціальна | член Політичної партії «Наша Україна»         | ПП «Косенко», продавець                                      |

## Населення
Згідно з переписом УРСР 1989 року чисельність наявного населення сільської ради становила 1392 особи, з яких 619 чоловіків та 773 жінки.
За переписом населення України 2001 року в сільській раді мешкало 1405 осіб.

### Мова
Розподіл населення за рідною мовою за даними перепису 2001 року:
| Мова       | Відсоток |
| ---------- | -------- |
| українська | 93,94 %  |
| російська  | 4,71 %   |
| вірменська | 0,43 %   |
| білоруська | 0,07 %   |
| болгарська | 0,07 %   |
| угорська   | 0,07 %   |
| інші       | 0,71 %   |